# ریچارد وولیوا
ریچارد وولیوا (انگلیسی: Richard Voliva; ۱۸ اکتبر ۱۹۱۲ – ۲ نوامبر ۱۹۹۹) کشتی‌گیر اهل ایالات متحده آمریکا بود.